# Hugues Roger
Hugues Roger (1293-21 octobre 1363), fils de Guillaume Roger et Guillemette de Mestre, frère de Clément VI et de Guillaume II Roger, oncle de Grégoire XI, est cardinal-prêtre au titre de Saint-Laurent in Damaso, dit le cardinal de Tulle.

## Biographie

### Nomination
Hugues Roger commença sa vie religieuse à l’abbaye bénédictine de Tulle puis passa sous la férule de son oncle Pierre Roger, abbé de Saint-Pons-de-Thomières. Il fut alors prieur de Pardailhan. À la mort de son oncle, il entra à l’abbaye de Saint-Jean-d'Angély. Un an avant l’accession de son frère sur le trône pontifical qu’il en fut nommé abbé.
Clément VI le sortit de son abbaye, le 13 juillet 1342, pour en faire l’évêque de Tulle et une semaine plus tard, le 20 septembre, il le nommait cardinal-prêtre au titre de Saint-Laurent in Damaso.Il fut Prieur du Prieuré Saint-Martin de Mesvres en 1344 avant son neveu Pierre Roger de Beaufort qui le sera de 1357 à 1364, plus connu sous le nom de Grégoire XI, pape. Devient abbé de Cluny de 1347 à 1350 sous le nom d'Hugues VII Roger.

### Acquisitions
La première acquisition immobilière du nouveau cardinal se fit avant les fêtes de la nativité 1342. Il acheta aux héritiers de Napoléon Orsini Frangipani, cardinal-diacre de Saint-Adrien, leur palais de Villeneuve-lès-Avignon.  

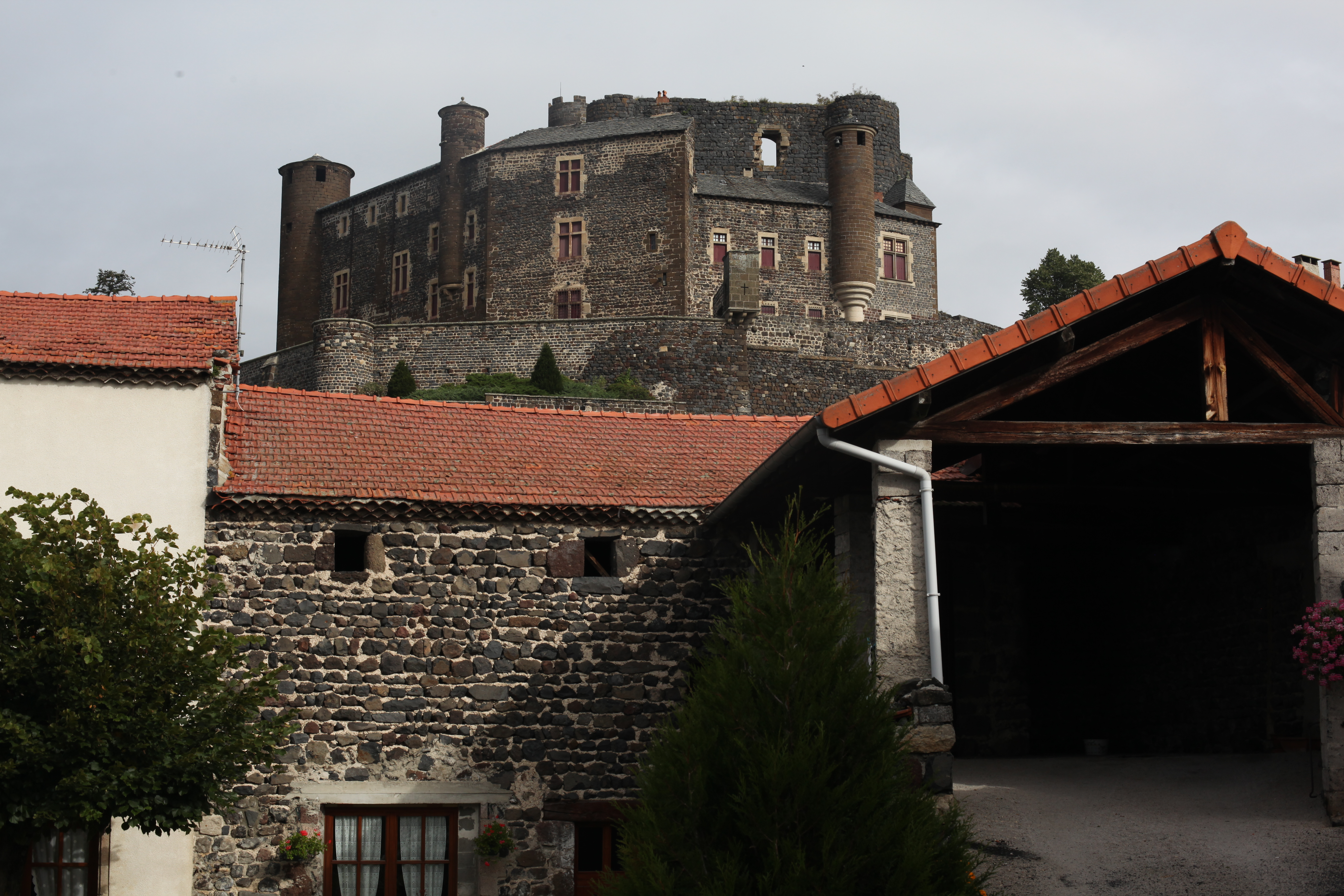
Le château de Bouzols

Puis, le 25 juillet 1345, le cardinal de Tulle acquit pour la somme de 62 000 florins d’or, auprès de Humbert II, dauphin du Viennois, la baronnie de Portes-Bertrand, avec la moitié des villes d'Anduze et d’Alès.
Hugues Roger s’offrit le 3 novembre 1347, pour 24 000 livres tournois, les fiefs et baronnies de Bouzols, Fay, les Bories, et Servissac, sis à Coubon près du Puy-en-Velay. Ces seigneuries vélaves furent rétrocédées, le 4 mai 1351, par le cardinal à son neveu Guillaume III Roger de Beaufort, vicomte de Turenne.
Avant de mourir de la Peste Noire, le 13 janvier 1348, Élie de Nabinal, patriarche de Jérusalem et cardinal de Saint-Vital, légua par testament Montolivet à Clément VI. Cette simple tour de défense construite sur les hauteurs de Villeneuve-lès-Avignon, fut dès lors flanquée de somptueuses habitations. Le domaine, qui revint dans un premier temps à Marie Roger de Beaufort, nièce du pape, fut racheté par Hugues Roger.
Enfin, en 1352, le cardinal de Tulle se porta acquéreur de la ville de Bagnols-sur-Cèze avec les fiefs de Saint-Nazaire, Saint-Gervais, Vénéjan et Gigon. Hugues Roger monnaya de plus une rente sur le péage de Pont-Saint-Esprit à Rainaldo et Jordano Orsini, les héritiers du cardinal Napoléon Orsini. Cet achat fut fait pour 22 000 florins d’or et paraphé le 28 septembre. La confirmation de cette vente eut lieu en février 1353. Toutes ces baronnies furent alors cédées par le cardinal à Guillaume Roger de Beaufort. La mort de Clément VI mit un terme à tous ses achats.

### Refus du trône pontifical
Le 4 septembre 1361, Hugues Roger devint Camerlingue du Sacré Collège. Après le décès d’Innocent VI, le 13 septembre 1362, lors du conclave,  il fut élu pape avec une majorité de quinze voix. Le cardinal-camerlingue en fut le premier surpris et refusa cette charge.
Il y eut donc un second tour. Onze voix se portèrent sur Raymond de Canillac, cardinal-évêque de Palestrina, autre illustre membre du clan des Roger de Beaufort. C’était insuffisant. Guillaume d'Aigrefeuille l'Ancien, le cardinal de Saragosse, cousin du cardinal de Tulle, proposa alors son candidat Guillaume de Grimoard. Et l’abbé de Saint-Victor de Marseille fut élu le 28 septembre 1362. Il prit le nom d’Urbain V.

### Décès
Hugues Roger s’éteignit le 21 octobre 1363, à Montolieu, entre Castelnaudary et Carcassonne, dans l’Abbaye Saint-Jean-Baptiste de Mallast où il s’était retiré. Selon ses volontés, son corps fut transporté en Limousin pour y être inhumé dans l’église de Saint-Germain-les-Belles qu’il avait généreusement dotée.
Il s’y était fait construire un tombeau en cuivre, au couvercle doré à l’or fin, orné d’émaux limousins, de plaques de métal précieux et de sculptures.
Bertrand de Cosnac, l'évêque de Comminges, et le cardinal Hugues de Saint-Martial furent les exécuteurs testamentaires du cardinal qui laissait dans ses coffres un trésor de quinze cent mille livres en or.

## Héraldique
| Blason des Roger | Les armes du cardinal de Tulle se lisent D’argent à la bande d’azur accompagné de six roses de gueules, trois en chef en orle, trois en pointe de bande |